# Эффект Марангони
Эффект Марангони (Марангони — Гиббса) — явление переноса вещества вдоль границы раздела двух сред, возникающее вследствие наличия градиента поверхностного натяжения. Такая разновидность конвекции называется капиллярной или конвекцией Марангони.

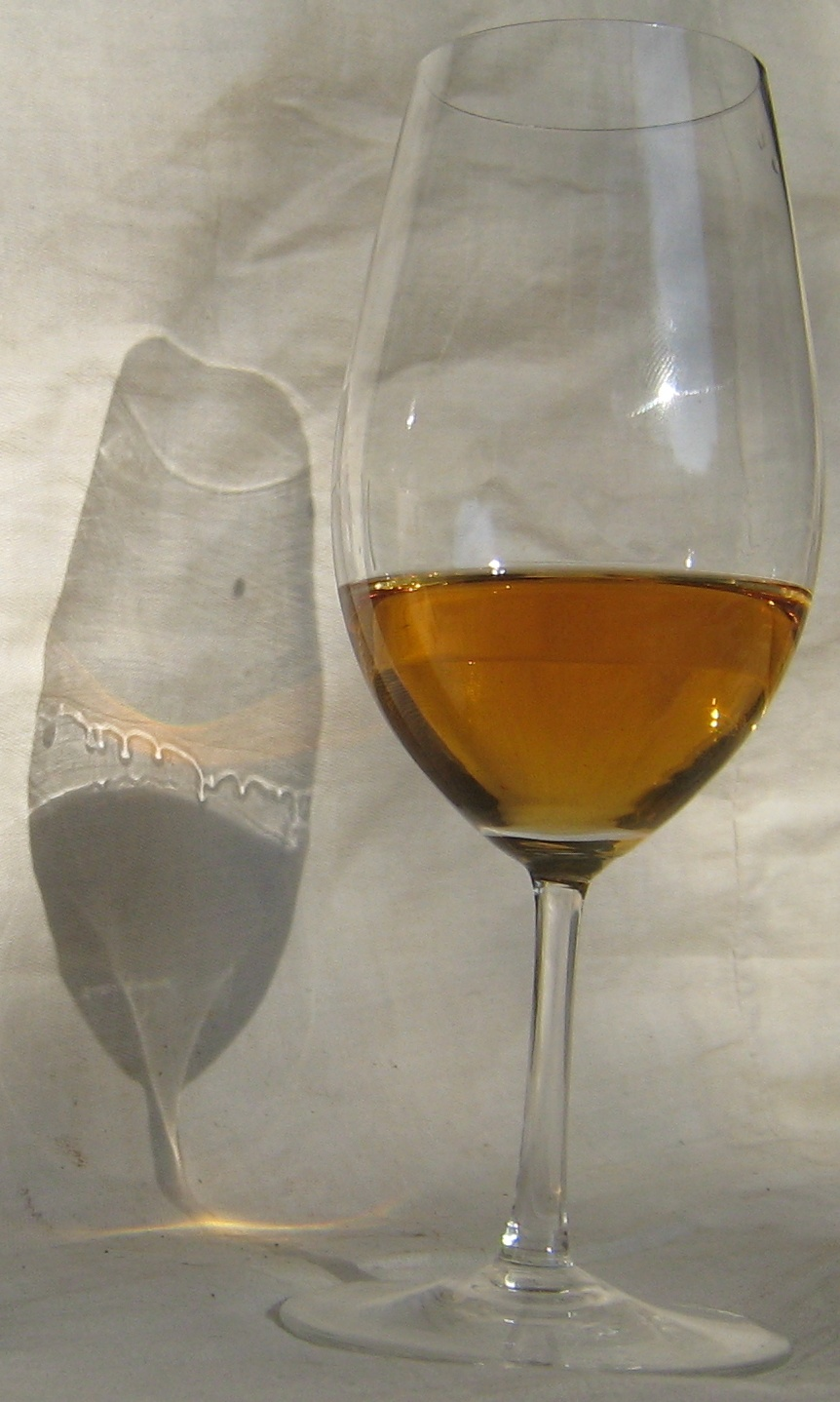
«Слёзы вина» отчётливо видны на тени, отбрасываемой бокалом

Это явление было впервые обнаружено в 1855 году Джеймсом Томсоном при исследовании причин возникновения так называемых «слёз вина». В 1865 году Карло Марангони провёл подробное исследование эффекта для своей докторской диссертации. Позже его полное теоретическое объяснение дано Джозайей Гиббсом. Полное теоретическое описание эффекта Марангони на основе уравнений Навье — Стокса и уравнений термодинамики опубликовано Субраманьяном Чандрасекаром в 1961 году.

## Механизм явления
Возникновение градиента поверхностного натяжения может быть вызвано градиентом концентрации или градиентом температуры. В последнем случае помимо эффекта Марангони имеет место эффект Бенара и такая конвекция называется термокапиллярной (конвекция Бенара — Марангони). Чем больше у жидкости поверхностное натяжение, тем с большей силой она стягивается. Поэтому при наличии градиента поверхностного натяжения жидкость будет перемещаться в область с большим коэффициентом поверхностного натяжения. Однако, в большинстве случаев эффект Марангони незначителен, поскольку обычно он перекрывается конвекцией жидкости под действием силы тяжести вдоль градиента плотности.
Наиболее известное проявление эффекта Марангони — «слёзы вина», является следствием того, что этанол имеет более низкое, чем у воды, поверхностное натяжение. Если спирт смешивается с водой неоднородно, область с меньшей концентрацией алкоголя будет иметь больший коэффициент поверхностного натяжения и стягивает окружающую жидкость сильнее, чем область с более высокой концентрацией спирта. В результате такая смесь имеет тенденцию перетекать в области, где концентрация алкоголя меньше. Такой областью является мениск у стенки бокала, где испарение наиболее интенсивно.